# プロ・フィッツ
プロ・フィッツは、ピップ株式会社が製造・販売しているスポーツケア用品ブランドである。プロ・フィッツ キネシオロジーテープは伸縮テーピング市場売上No.1（国内）、プロ・フィッツ サポーターはサポーター市場売上No.2（国内）のシェアを持つ。

## 概要
「プロ・フィッツ」は、ドラッグストアをメインチャネルとして展開するスポーツケア用品ブランドである。それまで同社が個別に展開していたスポーツケア用品を2019年2月に一本化し、プロ・フィッツと命名した。「スポーツを楽しむすべての人からケガや疲労の不安を取り除き、“スポやか※”に生きる未来に寄り添う」ことをブランドコンセプトとしており、トラブルが起きてからだけでなく、“トラブルを起こさないためのスポーツケア用品の開発”を目指し、従来のケア用品の発想を超え、新たな視点で製品開発を行っている。 （※スポやかとは「スポーツ」と「健やか」を組み合わせた造語）

## 主な製品
スポーツケア用品が販売されている。主にドラッグストアで取り扱われている。 
- プロ・フィッツ サポーター
- プロ・フィッツ キネシオロジーテープ
- プロ・フィッツ スポーツテック
- プロ・フィッツ テーピングサポーター
- プロ・フィッツ くっつくテーピング
- プロ・フィッツ アイスバッグ
- プロ・フィッツ 携帯酸素

## 沿革
1998年　ピップキネシオロジー発売 
2011年　プロ・フィッツサポーター発売
2012年　ピップキネシオロジー「しっかり粘着タイプ」発売 
2019年　プロ・フィッツブランド誕生 
2019年　プロ・フィッツ くっつくテーピング　リニューアル発売
2020年　プロ・フィッツ テーピングサポーター リニューアル発売
2020年　プロ・フィッツスポーツテック発売

## チーム プロ・フィッツ
「チーム プロ・フィッツ」は、20名の市民ランナーから成るフルマラソン挑戦チーム。青山学院大学 陸上競技部の原晋が名誉監督を務め、アンバサダーの竹脇まりなもフルマラソンに挑戦した。プロアスリートの深浦祐哉が率いるランニングコミュニティ“Go up!” のコーチ陣が半年間指導を行い、2020年11月3日に古市場陸上競技場にて独自の大会「プロ・フィッツマラソン」を開催、19名が完走し、挑戦を終えた。
大会終了後のオンライン打上げでは原晋監督からメンバーに「ランニングの第一の目標は楽しむことです。人生の中で、辛いことや悲しいことがこれからあると思いますが、ランニングで心も身体もリフレッシュして下さい!今回、赤の他人だった皆さんがコミュニティになって切磋琢磨してきた時間は宝物です。ランニング文化を通して知り合った仲間を大切にして、これからもランニング人生楽しんで下さいね!」と語る場面があった。 